# Paryż-Nicea 2015
73. edycja wyścigu kolarskiego Paryż-Nicea odbywał się w dniach 8–15 marca 2015 roku. Trasa tego wyścigu liczyła osiem etapów, o łącznym dystansie 1136,8 km. Wyścig był częścią UCI World Tour 2015.

## Uczestnicy
Na starcie wyścigu stanęło dwadzieścia drużyn. Wśród nich znalazło się siedemnaście ekip UCI World Tour 2015 oraz trzy inne zaproszone przez organizatorów. 
| Numery | Kod | Drużyna            |
| ------ | --- | ------------------ |
| 1-8    | ALM | Ag2r-La Mondiale   |
| 11-18  | LAM | Lampre-Merida      |
| 21-28  | FDJ | FDJ.fr             |
| 31-38  | MOV | Movistar Team      |
| 41-48  | AST | Pro Team Astana    |
| 51-58  | BMC | BMC Racing Team    |
| 61-68  | SKY | Team Sky           |
| 71-78  | GIA | Team Giant-Alpecin |
| 81-88  | EUC | Team Europcar      |
| 91-98  | OGE | Orica-GreenEDGE    |

| Numery  | Kod | Drużyna                  |
| ------- | --- | ------------------------ |
| 101-108 | IAM | IAM Cycling              |
| 111-118 | LTJ | Team LottoNL - Jumbo     |
| 121-128 | LTS | Lotto Soudal             |
| 131-138 | COF | Cofidis                  |
| 141-148 | TCS | Team Tinkoff-Saxo        |
| 151-158 | EQS | Etixx-Quick Step         |
| 161-168 | KAT | Team Katusha             |
| 171-178 | TRE | Trek Factory Racing      |
| 181-188 | TCG | Team Cannondale - Garmin |
| 191-198 | BSE | Bretagne-Séché           |

## Etapy

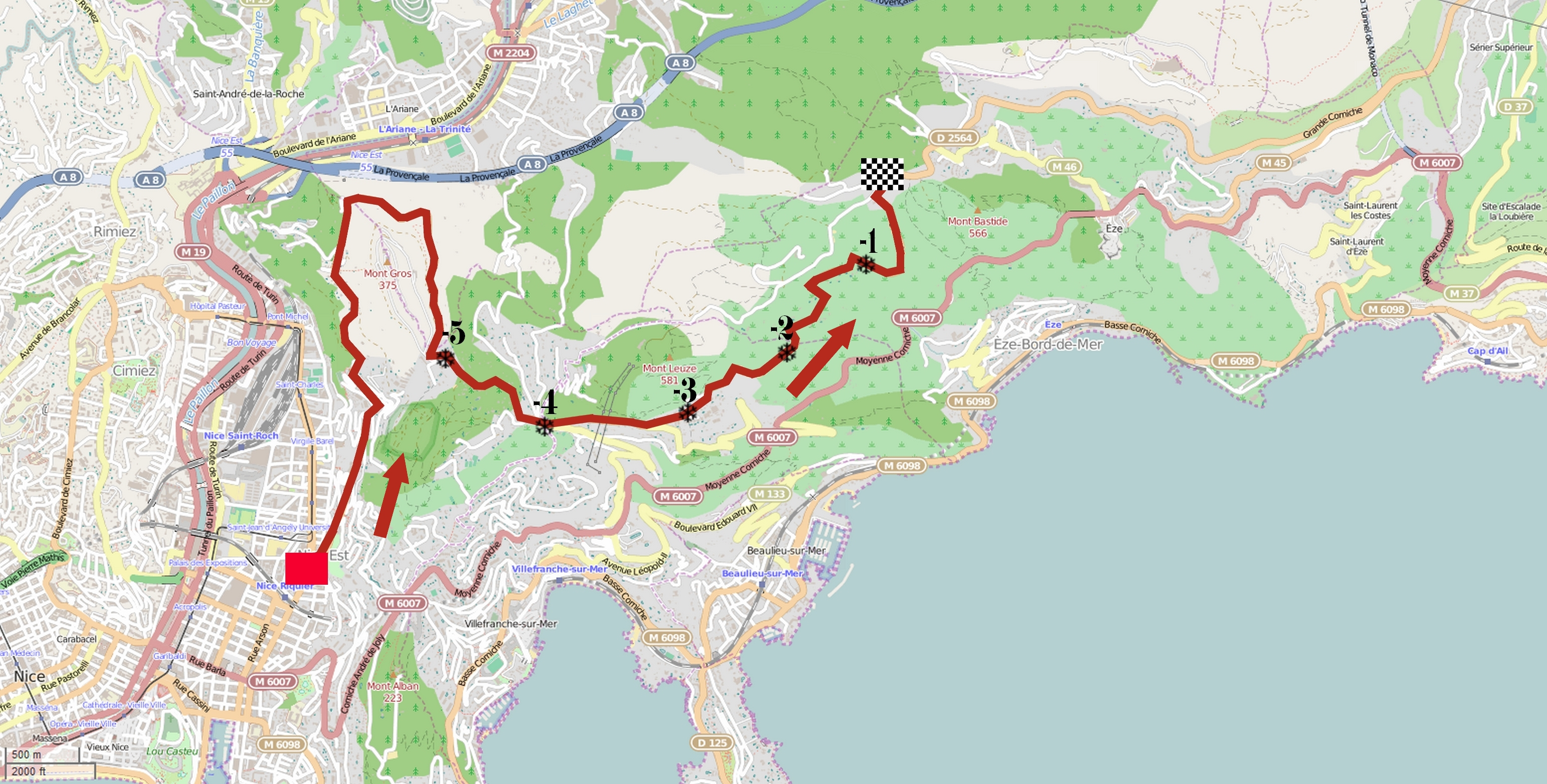

| Etap | Data     | Start - Meta                                        | km    | Typ | Zwycięzca etapu    | Lider              |
| ---- | -------- | --------------------------------------------------- | ----- | --- | ------------------ | ------------------ |
| P.   | 8 marca  | Maurepas > Maurepas                                 | 6,7   | ITT | Michał Kwiatkowski | Michał Kwiatkowski |
| 1.   | 9 marca  | Saint-Rémy-lès-Chevreuse > Contres                  | 196,5 |     | Alexander Kristoff | Michał Kwiatkowski |
| 2.   | 10 marca | Saint-Aignan > Saint-Amand-Montrond                 | 172   |     | André Greipel      | Michał Kwiatkowski |
| 3.   | 11 marca | Saint-Amand-Montrond > Saint-Pourçain-sur-Sioule    | 179   |     | Michael Matthews   | Michael Matthews   |
| 4.   | 12 marca | Varennes-sur-Allier > Col de la Croix de Chaubouret | 204   |     | Richie Porte       | Michał Kwiatkowski |
| 5.   | 13 marca | Saint-Étienne > Rasteau                             | 192   |     | Davide Cimolai     | Michał Kwiatkowski |
| 6.   | 14 marca | Vence > Nicea                                       | 181,5 |     | Tony Gallopin      | Tony Gallopin      |
| 7.   | 15 marca | Nicea > Col d'Èze                                   | 9,6   | ITT | Richie Porte       | Richie Porte       |

### Prolog - 08.03: Maurepas > Maurepas, 6,7 km

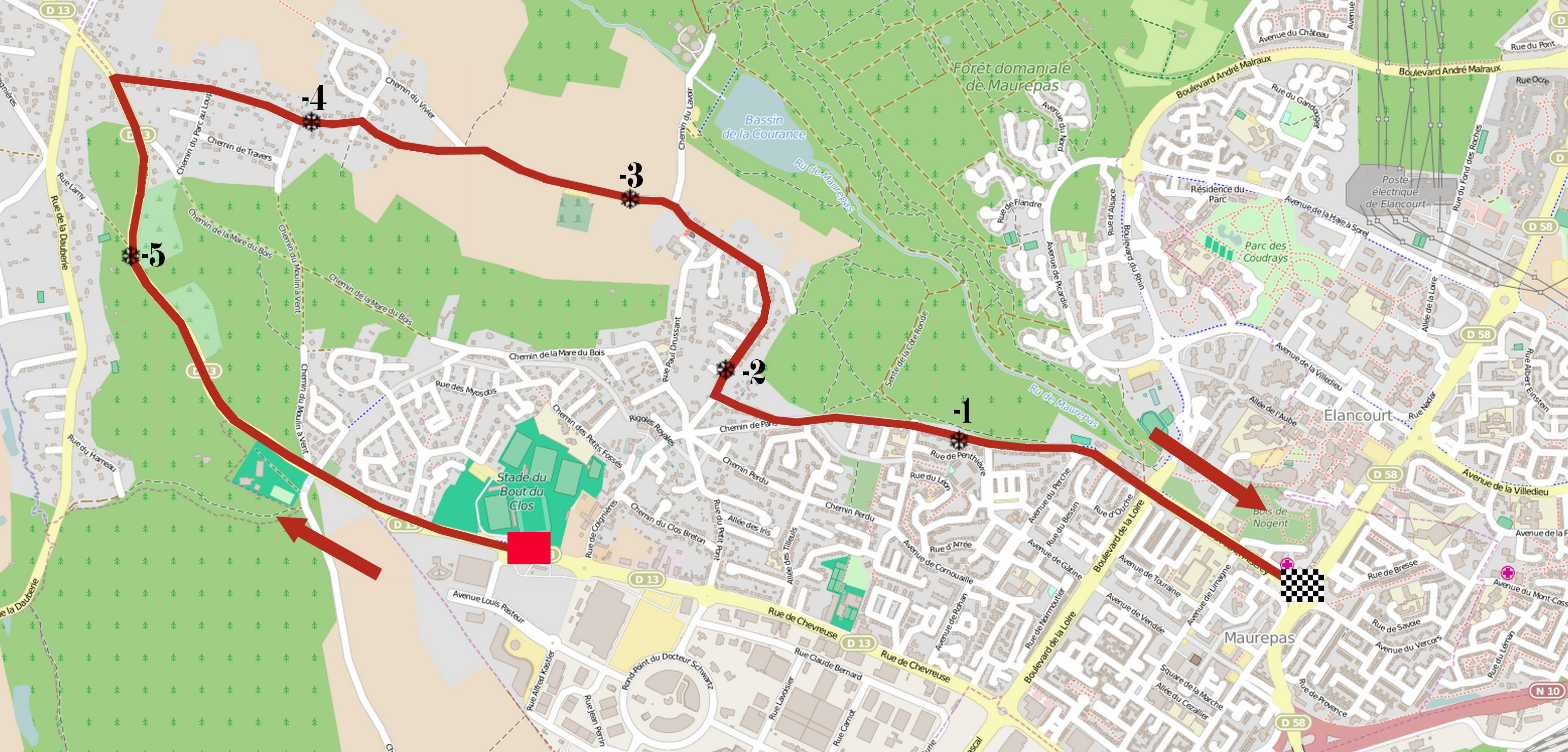

| #  | Zawodnik           | Zespół | Czas   |
| -- | ------------------ | ------ | ------ |
| 1  | Michał Kwiatkowski | EQS    | 7' 40" |
| 2  | Rohan Dennis       | BMC    | + 0"   |
| 3  | Tony Martin        | EQS    | + 7"   |
|    |                    |        |        |
| 86 | Michał Gołaś       | EQS    | + 35"  |
| 94 | Rafał Majka        | TCS    | + 36"  |
| 98 | Paweł Poljański    | TCS    | + 37"  |

| #  | Zawodnik           | Zespół | Czas   |
| -- | ------------------ | ------ | ------ |
| 1  | Michał Kwiatkowski | EQS    | 7' 40" |
| 2  | Rohan Dennis       | BMC    | + 0"   |
| 3  | Tony Martin        | EQS    | + 7"   |
|    |                    |        |        |
| 86 | Michał Gołaś       | EQS    | + 35"  |
| 94 | Rafał Majka        | TCS    | + 36"  |
| 98 | Paweł Poljański    | TCS    | + 37"  |

### Etap 1 - 09.03: Saint-Rémy-lès-Chevreuse > Contres, 196,5 km
| #  | Zawodnik           | Zespół | Czas       |
| -- | ------------------ | ------ | ---------- |
| 1  | Alexander Kristoff | KAT    | 5h 15' 18" |
| 2  | Nacer Bouhanni     | COF    | + 0"       |
| 3  | Bryan Coquard      | EUC    | + 0"       |
|    |                    |        |            |
| 21 | Michał Kwiatkowski | EQS    | + 0"       |
| 45 | Michał Gołaś       | EQS    | + 0"       |
| 75 | Rafał Majka        | TCS    | + 0"       |
| 96 | Paweł Poljański    | TCS    | + 0"       |

| #  | Zawodnik           | Zespół | Czas       |
| -- | ------------------ | ------ | ---------- |
| 1  | Michał Kwiatkowski | EQS    | 5h 22' 58" |
| 2  | Rohan Dennis       | BMC    | + 0"       |
| 3  | Tony Martin        | EQS    | + 7"       |
|    |                    |        |            |
| 80 | Michał Gołaś       | EQS    | + 35"      |
| 88 | Rafał Majka        | TCS    | + 36"      |
| 91 | Paweł Poljański    | TCS    | + 37"      |

### Etap 2 - 10.03: Saint-Aignan > Saint-Amand-Montrond, 172 km
| #  | Zawodnik           | Zespół | Czas       |
| -- | ------------------ | ------ | ---------- |
| 1  | André Greipel      | LTS    | 4h 30' 18" |
| 2  | Arnaud Démare      | FDJ    | + 0"       |
| 3  | John Degenkolb     | GIA    | + 0"       |
|    |                    |        |            |
| 17 | Michał Kwiatkowski | EQS    | + 0"       |
| 38 | Rafał Majka        | TCS    | + 0"       |
| 64 | Paweł Poljański    | TCS    | + 0"       |
| 67 | Michał Gołaś       | EQS    | + 0"       |

| #  | Zawodnik           | Zespół | Czas       |
| -- | ------------------ | ------ | ---------- |
| 1  | Michał Kwiatkowski | EQS    | 9h 53' 16" |
| 2  | Rohan Dennis       | BMC    | + 0"       |
| 3  | John Degenkolb     | GIA    | + 2"       |
|    |                    |        |            |
| 75 | Michał Gołaś       | EQS    | + 35"      |
| 80 | Rafał Majka        | TCS    | + 36"      |
| 82 | Paweł Poljański    | TCS    | + 37"      |

### Etap 3 - 11.03: Saint-Amand-Montrond > Saint-Pourçain-sur-Sioule, 179 km
| #   | Zawodnik           | Zespół | Czas       |
| --- | ------------------ | ------ | ---------- |
| 1   | Michael Matthews   | OGE    | 4h 32' 12" |
| 2   | Davide Cimolai     | LAM    | + 0"       |
| 3   | Giacomo Nizzolo    | TRE    | + 0"       |
|     |                    |        |            |
| 16  | Michał Kwiatkowski | EQS    | + 0"       |
| 20  | Rafał Majka        | TCS    | + 0"       |
| 56  | Paweł Poljański    | TCS    | + 0"       |
| 115 | Michał Gołaś       | EQS    | + 25"      |

| #   | Zawodnik           | Zespół | Czas        |
| --- | ------------------ | ------ | ----------- |
| 1   | Michael Matthews   | OGE    | 14h 25' 27" |
| 2   | Michał Kwiatkowski | EQS    | + 1"        |
| 3   | Rohan Dennis       | BMC    | + 1"        |
|     |                    |        |             |
| 71  | Rafał Majka        | TCS    | + 37"       |
| 73  | Paweł Poljański    | TCS    | + 38"       |
| 105 | Michał Gołaś       | EQS    | + 1' 01"    |

### Etap 4 - 12.03: Varennes-sur-Allier > Col de la Croix de Chaubouret, 204 km
| #  | Zawodnik           | Zespół | Czas       |
| -- | ------------------ | ------ | ---------- |
| 1  | Richie Porte       | SKY    | 5h 18' 39" |
| 2  | Geraint Thomas     | SKY    | + 0"       |
| 3  | Michał Kwiatkowski | EQS    | + 8"       |
|    |                    |        |            |
| 69 | Michał Gołaś       | EQS    | + 12' 27"  |
| 71 | Rafał Majka        | TCS    | + 12' 27"  |
| 89 | Paweł Poljański    | TCS    | + 17' 04"  |

| #  | Zawodnik           | Zespół | Czas        |
| -- | ------------------ | ------ | ----------- |
| 1  | Michał Kwiatkowski | EQS    | 19h 44' 11" |
| 2  | Richie Porte       | SKY    | + 1"        |
| 3  | Geraint Thomas     | SKY    | + 3"        |
|    |                    |        |             |
| 71 | Rafał Majka        | TCS    | + 12' 59"   |
| 72 | Michał Gołaś       | EQS    | + 13' 23"   |
| 85 | Paweł Poljański    | TCS    | + 17' 37"   |

### Etap 5 - 13.03: Saint-Étienne > Rasteau, 192,5 km
| #   | Zawodnik           | Zespół | Czas       |
| --- | ------------------ | ------ | ---------- |
| 1   | Davide Cimolai     | LAM    | 4h 12' 09" |
| 2   | Bryan Coquard      | EUC    | + 0"       |
| 3   | Michael Matthews   | OGE    | + 0"       |
|     |                    |        |            |
| 12  | Michał Kwiatkowski | EQS    | + 0"       |
| 39  | Michał Gołaś       | EQS    | + 12' 27"  |
| 61  | Rafał Majka        | TCS    | + 12' 27"  |
| 118 | Paweł Poljański    | TCS    | + 17' 04"  |

| #  | Zawodnik           | Zespół | Czas        |
| -- | ------------------ | ------ | ----------- |
| 1  | Michał Kwiatkowski | EQS    | 23h 56' 20" |
| 2  | Richie Porte       | SKY    | + 1"        |
| 3  | Geraint Thomas     | SKY    | + 3"        |
|    |                    |        |             |
| 70 | Rafał Majka        | TCS    | + 12' 59"   |
| 71 | Michał Gołaś       | EQS    | + 13' 23"   |
| 80 | Paweł Poljański    | TCS    | + 17' 34"   |

### Etap 6 - 14.03: Vence > Nicea, 184,5 km
| #  | Zawodnik           | Zespół | Czas       |
| -- | ------------------ | ------ | ---------- |
| 1  | Tony Gallopin      | LTS    | 4h 52' 57" |
| 2  | Simon Špilak       | KAT    | + 32"      |
| 3  | Rui Costa          | LAM    | + 32"      |
|    |                    |        |            |
| 14 | Michał Kwiatkowski | EQS    | + 1' 02"   |
| 17 | Michał Gołaś       | EQS    | + 2' 17"   |
| 80 | Rafał Majka        | TCS    | + 27' 02"  |
| 98 | Paweł Poljański    | TCS    | + 27' 37"  |

| #  | Zawodnik           | Zespół | Czas        |
| -- | ------------------ | ------ | ----------- |
| 1  | Tony Gallopin      | LTS    | 28h 49' 42" |
| 2  | Richie Porte       | SKY    | + 36"       |
| 3  | Michał Kwiatkowski | EQS    | + 37"       |
|    |                    |        |             |
| 25 | Michał Gołaś       | EQS    | + 15' 15"   |
| 68 | Rafał Majka        | TCS    | + 39' 36"   |
| 77 | Paweł Poljański    | TCS    | + 44' 46"   |

### Etap 7 - 15.03: Nicea >  Col d'Èze, 9,5 km
| #  | Zawodnik           | Zespół | Czas     |
| -- | ------------------ | ------ | -------- |
| 1  | Richie Porte       | SKY    | 20' 23"  |
| 2  | Simon Špilak       | KAT    | + 13"    |
| 3  | Rui Costa          | LAM    | + 24"    |
|    |                    |        |          |
| 5  | Michał Kwiatkowski | EQS    | + 29"    |
| 22 | Rafał Majka        | TCS    | + 1' 19" |
| 64 | Michał Gołaś       | EQS    | + 2' 31" |
| 76 | Paweł Poljański    | TCS    | + 2' 57" |

| #  | Zawodnik           | Zespół | Czas        |
| -- | ------------------ | ------ | ----------- |
| 1  | Richie Porte       | SKY    | 29h 10' 41" |
| 2  | Michał Kwiatkowski | EQS    | + 30"       |
| 3  | Simon Špilak       | KAT    | + 30"       |
|    |                    |        |             |
| 25 | Michał Gołaś       | EQS    | + 17' 10"   |
| 68 | Rafał Majka        | TCS    | + 40' 19"   |
| 77 | Paweł Poljański    | TCS    | + 47' 07"   |

## Liderzy klasyfikacji po etapach
| Etap                 | Zwycięzca            | Klasyfikacja generalna | Klasyfikacja punktowa | Klasyfikacja górska | Klasyfikacja młodzieżowa | Klasyfikacja drużynowa |
| -------------------- | -------------------- | ---------------------- | --------------------- | ------------------- | ------------------------ | ---------------------- |
| P                    | Michał Kwiatkowski   | Michał Kwiatkowski     | Michał Kwiatkowski    |                     | Michał Kwiatkowski       | BMC Racing Team        |
| 1                    | Alexander Kristoff   | Michał Kwiatkowski     | Michał Kwiatkowski    | Jonathan Hivert     | Michał Kwiatkowski       | BMC Racing Team        |
| 2                    | André Greipel        | Michał Kwiatkowski     | Alexander Kristoff    | Jonathan Hivert     | Michał Kwiatkowski       | BMC Racing Team        |
| 3                    | Michael Matthews     | Michael Matthews       | Michael Matthews      | Philippe Gilbert    | Michael Matthews         | BMC Racing Team        |
| 4                    | Richie Porte         | Michał Kwiatkowski     | Michael Matthews      | Thomas De Gendt     | Michał Kwiatkowski       | Pro Team Astana        |
| 5                    | Davide Cimolai       | Michał Kwiatkowski     | Michael Matthews      | Thomas De Gendt     | Michał Kwiatkowski       | Pro Team Astana        |
| 6                    | Tony Gallopin        | Tony Gallopin          | Michael Matthews      | Thomas De Gendt     | Michał Kwiatkowski       | Team Sky               |
| 7                    | Richie Porte         | Richie Porte           | Michael Matthews      | Thomas De Gendt     | Michał Kwiatkowski       | Team Sky               |
| Klasyfikacja końcowa | Klasyfikacja końcowa | Richie Porte           | Michael Matthews      | Thomas De Gendt     | Michał Kwiatkowski       | Team Sky               |

## Klasyfikacje końcowe

### Klasyfikacja generalna
|    | Zawodnik           | Zespół            | Czas        |
| -- | ------------------ | ----------------- | ----------- |
| 1  | Richie Porte       | Team Sky          | 29h 10' 41" |
| 2  | Michał Kwiatkowski | Etixx-Quick Step  | + 30"       |
| 3  | Simon Špilak       | Team Katusha      | + 30"       |
| 4  | Rui Costa          | Lampre-Merida     | + 30"       |
| 5  | Geraint Thomas     | Team Sky          | + 41"       |
| 6  | Tony Gallopin      | Lotto Soudal      | + 1' 03"    |
| 7  | Jakob Fuglsang     | Pro Team Astana   | + 1' 05"    |
| 8  | Rafael Valls       | Lampre-Merida     | + 1' 24"    |
| 9  | Gorka Izagirre     | Movistar Team     | + 1' 38"    |
| 10 | Tim Wellens        | Lotto Soudal      | + 2' 18"    |
|    |                    |                   |             |
| 25 | Michał Gołaś       | Etixx-Quick Step  | + 17' 10"   |
| 68 | Rafał Majka        | Team Tinkoff-Saxo | + 40' 19"   |
| 77 | Paweł Poljański    | Team Tinkoff-Saxo | + 47' 07"   |

|    | Zawodnik           | Zespół            | Punkty |
| -- | ------------------ | ----------------- | ------ |
| 1  | Michael Matthews   | Orica-GreenEDGE   | 38     |
| 2  | Alexander Kristoff | Team Katusha      | 32     |
| 3  | Richie Porte       | Team Sky          | 30     |
| 4  | Michał Kwiatkowski | Etixx-Quick Step  | 30     |
| 5  | Simon Špilak       | Team Katusha      | 25     |
|    |                    |                   |        |
| 30 | Paweł Poljański    | Team Tinkoff-Saxo | 3      |

|    | Zawodnik             | Zespół            | Punkty |
| -- | -------------------- | ----------------- | ------ |
| 1  | Thomas De Gendt      | Lotto Soudal      | 78     |
| 2  | Richie Porte         | Team Sky          | 26     |
| 3  | Philippe Gilbert     | BMC Racing Team   | 21     |
| 4  | Chris Anker Sørensen | Team Tinkoff-Saxo | 21     |
| 5  | Lars Boom            | Pro Team Astana   | 20     |
|    |                      |                   |        |
| 17 | Michał Kwiatkowski   | Etixx-Quick Step  | 9      |
| 20 | Paweł Poljański      | Team Tinkoff-Saxo | 7      |

|    | Zawodnik           | Zespół               | Czas        |
| -- | ------------------ | -------------------- | ----------- |
| 1  | Michał Kwiatkowski | Etixx-Quick Step     | 29h 11' 11" |
| 2  | Tim Wellens        | Lotto Soudal         | + 1' 48"    |
| 3  | Romain Bardet      | Ag2r-La Mondiale     | + 3' 32"    |
| 4  | Wilco Kelderman    | Team LottoNL - Jumbo | + 4' 51"    |
| 5  | Bob Jungels        | Trek Factory Racing  | + 13' 42"   |
|    |                    |                      |             |
| 19 | Paweł Poljański    | Team Tinkoff-Saxo    | + 46' 37"   |

|   | Zespół           | Czas        |
| - | ---------------- | ----------- |
| 1 | Team Sky         | 87h 41′ 05″ |
| 2 | Movistar Team    | + 6' 35"    |
| 3 | Etixx-Quick Step | + 8' 57"    |
| 4 | Ag2r-La Mondiale | + 14' 10"   |
| 5 | Lampre-Merida    | + 16' 19"   |